# Голя-Дзержоньовська
Голя-Дзержоньовська (пол. Gola Dzierżoniowska, нім. Guhlau) — село в Польщі, у гміні Немча Дзержоньовського повіту Нижньосілезького воєводства.
Населення — 133 особи (2011).
У 1975-1998 роках село належало до Валбжиського воєводства.

## Демографія
Демографічна структура станом на 31 березня 2011 року:
|          | Загалом | Допрацездатний вік | Працездатний вік | Постпрацездатний вік |
| -------- | ------- | ------------------ | ---------------- | -------------------- |
| Чоловіки | 67      | 9                  | 56               | 2                    |
| Жінки    | 66      | 8                  | 46               | 12                   |
| Разом    | 133     | 17                 | 102              | 14                   |